# Maison Gonzague de Vescovato
 (juin 2023).
Si vous disposez d'ouvrages ou d'articles de référence ou si vous connaissez des sites web de qualité traitant du thème abordé ici, merci de compléter l'article en donnant les références utiles à sa vérifiabilité et en les liant à la section « Notes et références ».
La lignée de Vescovato ou Vescovado est une branche « cadette » de la maison Gonzague. C'est la seule lignée de la très grande famille Gonzague qui a des représentants aujourd'hui.
La lignée est considérée remonter à Jean de Vescovato ; cependant, avant lui, d'autres seigneurs de la maison Gonzague, en l'occurrence les seigneurs de Novellara et de Bagnolo, ont régi le fief jusqu'à son rachat par Jean.
Le premier seigneur de Vescovato de ce qu'on appelle la lignée fut Jean (1474-1525), troisième fils et sixième enfant du marquis Frédéric Ier dit le Bossu (1440-1484) et de Marguerite de Bavière (1442-1479). Il était capitaine général de l'empereur Maximilien Ier. Il acheta une partie du fief impérial de Vescovato en 1519 et en fit sa seigneurie dans laquelle il fut confirmé par l'empereur Charles Quint en 1521.
Sa sœur aînée, Claire (1464-1503), deviendra comtesse en épousant le comte de Montpensier, Gilbert de Bourbon.
C'est son frère aîné, François (1466-1519), qui continuera la lignée des marquis mantouans sous le nom dynastique de François II (1484-1519).
Sa deuxième sœur, Maddalena (1467-1490), épousera le comte de Cotignola, Jean Sforza.
Son frère puîné, Sigismond (1469-1525), deviendra évêque de Mantoue.
La benjamine, Elisabetta (ca 1471-1526) épousera le duc d'Urbino, Guidobaldo Ier de Montefeltro.
En 1559, Sigismond II alors simple seigneur de Vescovato est fait marquis.
En 1593, ses trois fils, Charles Ier, alors marquis régnant, Guido Sforza, et Jourdain sont faits Princes (Principe) du Saint-Empire par l'empereur Rodolphe II de Habsbourg.

## Descendance de Jean de Vescovato
note : Seules les descendances des hommes de la lignée sont développées. Le cas échéant, les descendances des femmes renvoient vers d'autres généalogies.

abréviations utilisées : NC = Non Connu, SD = Sans Descendance, SDC = Sans Descendance Connue (ou notoire)
```
 
Jean
 (1474-1525), 
seigneur de Vescovato
 en 1519
x 1494 Laura Bentivoglio (NC-1523), fille de Giovanni II, seigneur de Bologne
│                                      et de Costanza Sforza de Pesaro
│
├─>Federigo (1495-1545), abbé (SD)
│
├─>Francesco (1496-1523), (SDC)
│  x 1515 Lucrezia Sforza
│
├─>
Alexandre
 (1497-1527), 
seigneur de Vescovato
 en 1525
│  x 1513 Ippolita (NC-ap.1527), fille de Guido I
er
 Sforza, comte de Santa Fiora
│  │                                et de Francesca Farnese
│  └─>
Maximilien
 (1519-1569) (SDC)
│     x Porzia Gonzague, fille de Gian Lodovico, seigneur de Schivenoglia et de Giovanna de Thiene
│                          cf. 
lignée de Novellara et Bagnolo

├─>Ginevra (1498-1570), nonne (SD)
│ 
├─>
Sigismond I
er
 (1499-1530), 
seigneur de Vescovato
 en 1527
│  x Antonia (NC-1554), fille de Cristoforo Pallavicino, marquis de Busseto et de Bona della Pusterla
│  │
│  ├─>Laura (NC)
│  │  x Gian Giacomo Trivulzio, marquis de Borgomanero (ca 1525-1549)
│  │
│  ├─>Carlo (1529-1530)
│  │
│  └─>
Sigismond II
 (1530-1567), 
seigneur puis marquis (1559) de Vescovato

│     x Lavinia, fille de Guido Rangoni, comte de Spilamberto et d'Argentina Pallavicino
│     │
│     ├─>Margherita (NC-1607), nonne (SD)
│     │
│     ├─>
Charles I
er
 (1551-1614), 
marquis de Vescovato
 en 1567, fait Prince du 
Saint Empire
 en 1593
│     │  x 1584 Olimpia (NC-1630), fille du Prince Besso Ferrero Fieschi, 
marquis de Masserano

│     │  │                            et de Camilla Sforza de Santa Fiora
│     │  │
│     │  ├─>
Prince 
François
 (1593-1636), 
marquis de Vescovato
 en 1635
│     │  │  x1 1617 Camilla Ponzoni (NC-1635), veuve de 
Jourdain de Vescovato
, 
cf. ci-dessous

│     │  │  │
│     │  │  ├─>Prince 
Charles II
 (1618-1695), 
marquis de Vescovato
 en 1635 (SD)
│     │  │  │
│     │  │  ├─>Prince Sigismondo III (1625-1694)
│     │  │  │  x 1673 Elena Amigoni (+1733)
│     │  │  │  │
│     │  │  │  ├─>Princesse Anna Margherita (1674-1757)
│     │  │  │  │  x 1692 Francesco Valperga, Marchese di Rivara
│     │  │  │  │
│     │  │  │  ├─>Prince 
François Gaëtan
 (1675-1735), 
marquis de Vescovato
 en 1695
│     │  │  │  │  x 1696 Anna Goldoni (NC-1730)
│     │  │  │  │  │
│     │  │  │  │  └─>Prince 
Sigismond IV
 (1702-1779), 
marquis de Vescovato
 en 1735
│     │  │  │  │     x 1724 Carlotta Barissoni (NC-1768)
│     │  │  │  │     │
│     │  │  │  │     ├─>Princesse Eleonora (1726-1782)
│     │  │  │  │     │  x Marquis Francesco Riva
│     │  │  │  │     │
│     │  │  │  │     ├─>Prince Carlo (1729-1762) (SDC)
│     │  │  │  │     │
│     │  │  │  │     ├─>Prince Giovanni Antonio (1732-1752) (SDC)
│     │  │  │  │     │
│     │  │  │  │     └─>Princesse Anna Francesca (1733-jeune) (SD)
│     │  │  │  │
│     │  │  │  └─>Prince Ferdinando Carlo (1679-1729) (SDC)
│     │  │  │
│     │  │  └─>Prince Bartolomeo (1629-1649) (SDC)
│     │  │  |
│     │  │  x2 1635 Ottavia Cecilia Flameni (NC-1640)
│     │  │  │
│     │  │  └─>Princesse Olimpia (1636-1706), nonne (SD)
│     │  │
│     │  ├─>Princesse Eleonora (1594-NC)
│     │  │  x 1617 Comte Silvio Bigliani
│     │  │
│     │  ├─>Princesse Camilla (1598-NC)
│     │  │  x1 Lodovico Aldegati (NC-1614)
│     │  │  x2 1615 Fabio Scotti
│     │  │
│     │  ├─>Prince Gian Sigismondo (1600-1665)
│     │  │  x 1626 Margherita Agnelli Soardi (NC-1674)
│     │  │  │
│     │  │  └─>Princesse Eleonora (1628-1676)
│     │  │     x 1646 Prince Manfredo da Correggio (1623-1672)
│     │  │
│     │  ├─>Princesse Olimpia (NC-1620), nonne (SD)
│     │  │
│     │  ├─>Princesse Barbara (NC-1648), nonne (SD)
│     │  │
│     │  └─>Princesse Luigia (NC-1665) (SDC)
│     │
│     ├─>
Guido Sforza
 (1552-1607), fait Prince du 
Saint Empire
 en 1593
│     │  x 1584 Elena Campigli (NC-1596)
│     │  │
│     │  ├─>Princesse Elena (1585-NC), nonne (SD)
│     │  │
│     │  ├─>Princesse Sigismonda (1587-1595) (SD)
│     │  │
│     │  ├─>Princesse Caterina (1589-1609), nonne (SD)
│     │  │
│     │  ├─>
Prince Pirro Maria
 (1590-1628)
│     │  │  x 1608 Francesca (1590-1657), fille de Louis Gonzague et de Felicita Guerrieri de Mombello
│     │  │  │                             sœur du marquis 
Louis
, cf. 
Gonzague de Palazzolo

│     │  │  │
│     │  │  ├─>Prince Sforza (1613-1629) (SD)
│     │  │  │
│     │  │  ├─>
Princesse Elena
 (1618-ap.1664)
│     │  │  │  x 1634 
Louis
 (+1666), 
marquis de Luzzara

│     │  │  │  │
│     │  │  │  └─>
Lignée Gonzague de Luzzara

│     │  │  │
│     │  │  ├─>Prince Ottavio (1622-1663)
│     │  │  │  x 1644 Eleonora, fille d'Ascanio Pio, Prince de San Giorgio
│     │  │  │  │
│     │  │  │  ├─>Prince Pirro Maria (1646-1707),
│     │  │  │  │  x 
1665
 Olimpia Grimani (NC)
│     │  │  │  │  │
│     │  │  │  │  ├─>Princesse Francesca (1666-1716) (SDC)
│     │  │  │  │  │
│     │  │  │  │  ├─>Prince Ottavio (1667-1709)
│     │  │  │  │  │  x 1698 Maria Rosa Trotti
│     │  │  │  │  │  │
│     │  │  │  │  │  ├─>Princesse Eleonora (1699-1779)
│     │  │  │  │  │  │  x 1721 Comte Carlo Lodovico Colloredo
│     │  │  │  │  │  │
│     │  │  │  │  │  ├─>Princesse Constanza (1700-1704) (SD)
│     │  │  │  │  │  │
│     │  │  │  │  │  ├─>Prince Pirro Maria (1701-1719) (SD)
│     │  │  │  │  │  │
│     │  │  │  │  │  ├─>Princesse Eleonora (1703-1704) (SD)
│     │  │  │  │  │  │
│     │  │  │  │  │  └─>Princesse Marianna (1706-1758)
│     │  │  │  │  │     x av.1721 ?
│     │  │  │  │  │
│     │  │  │  │  ├─>Prince Giovanni (1671-1730), père supérieur à Grazan (SD)
│     │  │  │  │  │
│     │  │  │  │  ├─>Princesse Maria Teresa (1673, +1727, nonne (SD)
│     │  │  │  │  │
│     │  │  │  │  └─>Prince Gianfrancesco (1674-1720), général (SDC)
│     │  │  │  │
│     │  │  │  ├─>Princesse Beatrice (1648-NC)
│     │  │  │  │  x 1663 Comte Sigismondo Ponzoni
│     │  │  │  │
│     │  │  │  ├─>Princesse Teresa (1649-1656) (SD)
│     │  │  │  │
│     │  │  │  ├─>Prince Luigi (1652-1728) (SDC)
│     │  │  │  │
│     │  │  │  ├─>Prince Ascanio (1654-1728), cardinal (SD)
│     │  │  │  │
│     │  │  │  └─>Princesse Casimira (1656-1719), nonne (SD)
│     │  │  │
│     │  │  ├─>Prince Guido (ca.1623-1679) (SDC)
│     │  │  │
│     │  │  └─>Princesse Felicita (1625-NC)
│     │  │     x 1643 Marquis Francesco Tassoni Estense (1619-1671)
│     │  │     │
│     │  │     └─>
Maison Tassoni

│     │  │
│     │  ├─>Princesse Elisabetta (1591-jeune) (SD)
│     │  │
│     │  ├─>Princesse Eleonora (1591-jeune) (SD)
│     │  │
│     │  └─>Princesse Giuliana (1593-1599) (SD)
│     │
│     ├─>
Jourdain
 (1553-1614), fait Prince du 
Saint Empire
 en 1593
│     │  x1 Caterina Manna
│     │  │
│     │  ├─>Princesse Elisabetta (NC)
│     │  │  x 1626 Arrigo Rossi, fils du marquis de San Secondo
│     │  │
│     │  └─>4 filles, toutes nonnes
│     │
│     │  x2 Camilla Ponzoni (NC-1635), veuve elle épousera 
François de Vescovato
, 
cf. ci-dessus

│     │  └─>Prince Niccolo (1608-1665)
│     │     x Aurelia Trissino (NC-1669)
│     │     │
│     │     ├─>Princesse Camilla (1637-1694)
│     │     │  x Marquis Bonifacio Rangoni
│     │     │
│     │     ├─>Princesse Margherita (1640-1695), nonne (SD)
│     │     │
│     │     ├─>Prince Gian Giordano (1640-1677)
│     │     │  x1 1660 Eleonora Manetti (NC-1666)
│     │     │  │
│     │     │  ├─>Princesse Margherita (1661-1693)
│     │     │  │  x 1682 Francesco Castiglioni, marquis de Castiglione
│     │     │  │
│     │     │  ├─>Princesse Barbara (1663-1699), nonne (SD)
│     │     │  │
│     │     │  ├─>Prince Carlo Giuseppe (1664-1703)
│     │     │  │  x 1685 Olimpia Soardi Agnelli (NC-1701)
│     │     │  │  │
│     │     │  │  ├─>Prince Francesco Giordano (1693-1712) (SD)
│     │     │  │  │
│     │     │  │  ├─>Princesse Aurelia (1694-1718)
│     │     │  │  │  x 1709 Marquis Francesco Pepoli
│     │     │  │  │
│     │     │  │  ├─>Prince Francesco Ferrante (1697-1749)
│     │     │  │  │  x 1716 Comtesse Giulia Isolani (NC-1772)
│     │     │  │  │  │
│     │     │  │  │  ├─>Princesse Olimpia (1718-NC) (SDC)
│     │     │  │  │  │
│     │     │  │  │  ├─>Princesse Eleonora (1719-NC)
│     │     │  │  │  │  x Niccolo Ippoliti, comte di Gazoldo
│     │     │  │  │  │
│     │     │  │  │  ├─>Prince Carlo (1721-1727) (SDC)
│     │     │  │  │  │
│     │     │  │  │  ├─>Prince 
François Nicolas
 (1731-1783), 
marquis de Vescovato
 en 1779
│     │     │  │  │  │  x 1756 Marquise Olimpia Scotti
│     │     │  │  │  │  │
│     │     │  │  │  │  ├─>Princesse Rosa Francesca (1760-1819)
│     │     │  │  │  │  │  x Comte Filippo Cocastelli (1755-1831), marquis de Montiglio
│     │     │  │  │  │  │
│     │     │  │  │  │  ├─>Prince 
François Louis
 (1763-1832), 
marquis de Vescovato
 en 1783
│     │     │  │  │  │  │  x  Marquise Giulia Cavriani (1767-NC))
│     │     │  │  │  │  │  │
│     │     │  │  │  │  │  ├─>Princesse Eleonora
│     │     │  │  │  │  │  │  x Marquis Ferrante Zanetti
│     │     │  │  │  │  │  │
│     │     │  │  │  │  │  └─>Princesse Teresa
│     │     │  │  │  │  │     x Giovanni Soranzo
│     │     │  │  │  │  │
│     │     │  │  │  │  ├─>Prince 
François Charles
 (1766-1834), 
marquis de Vescovato
 en 1832
│     │     │  │  │  │  │  x1 1791 Anna Corradi (1764-1812)
│     │     │  │  │  │  │  │
│     │     │  │  │  │  │  └─>Prince Francesco Niccolo (1795-1825)
│     │     │  │  │  │  │  .  x 1817 Cristina Furlani
│     │     │  │  │  │  │  .  │
│     │     │  │  │  │  │  .  ├─>Princesse Francesca Anna (1818-jeune) (SD)
│     │     │  │  │  │  │  .  │
│     │     │  │  │  │  │  .  ├─>Prince Antonio (1823-jeune) (SD)
│     │     │  │  │  │  │  .  │
│     │     │  │  │  │  │  .  └─>Prince 
Achille
 (1822-1870), 
marquis de Vescovato
 en 1834
│     │     │  │  │  │  │  .         x 1846 Elisabetta Borromeo (1823-1883)
│     │     │  │  │  │  │  .         │
│     │     │  │  │  │  │  .         ├─>Prince 
Ferrante
 (1846-1916), 
marquis de Vescovato
 en 1870 (SD)
│     │     │  │  │  │  │  .         │  x1 1868 Maria Anna (1851-NC), fille du comte Roncadelli
│     │     │  │  │  │  │  .         │  x2 1891 Comtesse Beatrice Malmignati (1851-1929)
│     │     │  │  │  │  │  .         │
│     │     │  │  │  │  │  .         └─>Constanza (1848-1926)
│     │     │  │  │  │  │  .            x 1867 Tullio Cavriani (1842-1915)
│     │     │  │  │  │  │  .
│     │     │  │  │  │  │  x2 1817 Giuseppa Pedrazzoli (1792-NC)
│     │     │  │  │  │  │  │
│     │     │  │  │  │  │  └─>Prince Antonio Francesco (1831-1899)
│     │     │  │  │  │  │     x Giuseppina Domenica Priamo (1834-NC)
│     │     │  │  │  │  │     │
│     │     │  │  │  │  │     └─>Prince 
Maurice Ferrante
 (1861-1938), 
marquis de Vescovato
 en 1916,
│     │     │  │  │  │  │                                marquis de Vodice, sénateur italien
│     │     │  │  │  │  │        x 1883 Ferdinanda Alliana (1862-1929)
│     │     │  │  │  │  │        │
│     │     │  │  │  │  │        └─>Prince 
Ferrante Vincent
 (1889-1943), 
marquis de Vescovato
 en 1938,
│     │     │  │  │  │  │                                marquis de Vodice, général, sénateur italien
│     │     │  │  │  │  │           x 1937 Luisa Anguissola, fille de Ranuccio Scotti,
│     │     │  │  │  │  │           │                    comte de Podenzano et Ville
│     │     │  │  │  │  │           │
│     │     │  │  │  │  │           ├─>Prince 
Maurice
 (né en 1938), 
marquis de Vescovato
 en 1943,
│     │     │  │  │  │  │           │                    marquis de Vodice, Duc Titulaire de Mantoue, chef de la famille Gonzaga.
│     │     │  │  │  │  │           │
│     │     │  │  │  │  │           ├─>Prince Corrado (né en 1941)
│     │     │  │  │  │  │           │  x 1965 Maria Luisa Bellini
│     │     │  │  │  │  │           │  │
│     │     │  │  │  │  │           │  ├─>Prince Ferrante (né en 1966)
│     │     │  │  │  │  │           │  │  x 2000 Orsola Bocchi
|     |     |  |  |  |  |           |  |  |
|     │     │  │  │  │  │           |  |  |
|     │     │  │  │  │  │           |  |  ├─>Prince Corrado (n. 2004)
|     │     │  │  │  │  │           |  |
│     │     │  │  │  │  │           │  ├─>Prince Francesco (né en 1967)
│     │     │  │  │  │  │           │  │
│     │     │  │  │  │  │           │  └─>Prince Gian Lodovico (né en 1969)
│     │     │  │  │  │  │           │
│     │     │  │  │  │  │           └─>Princesse Isabella (née en 1942)
│     │     │  │  │  │  │              x 1964 Hans Otto Heidkamp (mariage morganatique)
│     │     │  │  │  │  │
│     │     │  │  │  │  ├─>Prince Fabio Maria (1773-1848)
│     │     │  │  │  │  │  x Caterina Agosti
│     │     │  │  │  │  │  │
│     │     │  │  │  │  │  └─>Prince Luigi (1796-1877)
│     │     │  │  │  │  │     x1 Comtesse Matilde Poldi Pezzoli
│     │     │  │  │  │  │     │
│     │     │  │  │  │  │     └─>Prince Fabio (1840-1868) (SDC)
│     │     │  │  │  │  │     .  x 1864 Ippolita (1843-1925), fille de Federico, comte de Bethlen
│     │     │  │  │  │  │     .                                  et de Teresa Gianella
│     │     │  │  │  │  │     .
│     │     │  │  │  │  │     x2 1843 Antonietta Greppi Comtesse de Bussero et Cornegliano
│     │     │  │  │  │  │     │
│     │     │  │  │  │  │     ├─>Prince Aiace Corrado (1846-1862)
│     │     │  │  │  │  │     │
│     │     │  │  │  │  │     ├─>Prince Luigi (1857-1906)
│     │     │  │  │  │  │     │  x 1879 Giovanna Melzi d'Eril de Lodi (1840-1943)
│     │     │  │  │  │  │     │  │
│     │     │  │  │  │  │     │  ├─>Princesse Giuseppina (1882-1948)
│     │     │  │  │  │  │     │  │  x 1907 Negrone Meli-Lupi (1874-1931), Prince de Soragna
│     │     │  │  │  │  │     │  │
│     │     │  │  │  │  │     │  └─>Prince Fabio Antonio (1885-1906)
│     │     │  │  │  │  │     │
│     │     │  │  │  │  │     └─>Prince Emanuele (1858-1914)
│     │     │  │  │  │  │        x 1880 Gertrude del Carretto de Mombaldone (1859-1940)
│     │     │  │  │  │  │        │
│     │     │  │  │  │  │        ├─>Princesse Valentina (1881-1970)
│     │     │  │  │  │  │        │  x Comte Jose Bezzi
│     │     │  │  │  │  │        │
│     │     │  │  │  │  │        ├─>Prince Carlo (1885-NC)
│     │     │  │  │  │  │        │  x 1921 Angerina dei Conti Camerini (1886-1972)
│     │     │  │  │  │  │        │
│     │     │  │  │  │  │        ├─>Princesse Maria Antonietta (1887-NC)
│     │     │  │  │  │  │        │  x Comte Pio Leone Medolago Albani (1878-1962)
│     │     │  │  │  │  │        │
│     │     │  │  │  │  │        ├─>Princesse Elisa Agnese (1890-1910) (SD)
│     │     │  │  │  │  │        │
│     │     │  │  │  │  │        └─>Prince Giovanni Maria (1894-1960)
│     │     │  │  │  │  │           x 1921 Caterina (1900-1985), fille du comte Girolamo
│     │     │  │  │  │  │                                Medolago Albani et de Maddalena delle Rose
│     │     │  │  │  │  │           │
│     │     │  │  │  │  │           ├─>Prince Gianfrancesco (né en 1928)
│     │     │  │  │  │  │           │  x 1956 Warmonda Valerio (mariage morganatique)
│     │     │  │  │  │  │           │  │
│     │     │  │  │  │  │           │  └─>Prince Alessandro (né en 1957)
│     │     │  │  │  │  │           │     x 1983 Lauretana Stagno di San Pietro (née en 1958), fille
│     │     │  │  │  │  │           │     │                     du Prince d'Alcontres et Montesalso
│     │     │  │  │  │  │           │     │                  et de Maria Francesca Ancillotto
│     │     │  │  │  │  │           │     │
│     │     │  │  │  │  │           │     ├─>Princesse Eleonora (née en 1987)
│     │     │  │  │  │  │           │     │
│     │     │  │  │  │  │           │     ├─>Princesse Ludovico (née en 1988)
│     │     │  │  │  │  │           │     │
│     │     │  │  │  │  │           │     ├─>Princesse Alice (née en 1994)
│     │     │  │  │  │  │           │     │
│     │     │  │  │  │  │           │     └─>Princesse Pietrina (née 1994)
│     │     │  │  │  │  │           │
│     │     │  │  │  │  │           └─>Prince Ferdinando Luigi (né en 1940)
│     │     │  │  │  │  │              x 1965 Maria Luisa Annoni de Gussola
│     │     │  │  │  │  │              │
│     │     │  │  │  │  │              ├─>Princesse Caterina (née en 1966)
│     │     │  │  │  │  │              │  x 1992 Pierluigi Brembilla (mariage morganatique)
│     │     │  │  │  │  │              │
│     │     │  │  │  │  │              └─>Prince Ludovico Giovanni (né en 1973)
│     │     │  │  │  │  │
│     │     │  │  │  │  └─>Princesse Aurelia (1767-NC)
│     │     │  │  │  │     x Gaetano Visconti, comte de Lonate Pozzolo (NC-1813)
│     │     │  │  │  │
│     │     │  │  │  └─>2 filles nonnes (SD)
│     │     │  │  │
│     │     │  │  └─>3 filles nonnes (SD)
│     │     │  │
│     │     │  └─>Princesse Cecilia (1666-1669) (SD)
│     │     │
│     │     ├─>Prince Francesco (1661-1684)
│     │     │  x 1678 Teodora Pensani (NC-1681)
│     │     │
│     │     ├─>Princesse Elisabetta (1642- 1705), nonne (SD)
│     │     │
│     │     ├─>Prince Luigi (1647-1702), prêtre
│     │     │
│     │     ├─>Princesse Eleonora (1648-NC)
│     │     │  x1 1667 Giuseppe Maria Visconti
│     │     │  x2 1684 Gianfranco Molinos
│     │     │
│     │     └─>Prince Ferdinando (1651-1673)
│     │ 
│     ├─>Marzio (NC-jeune) (SD)
│     │ 
│     ├─>Argentina (NC-1622), nonne (SD)
│     │ 
│     ├─>Marzio (NC-jeune) (SD)
│     │ 
│     ├─>Fulvio (NC-1615) (SDC)
│     │ 
│     ├─>Francesco (NC) (SDC)
│     │ 
│     ├─>Ferrante (NC) (SDC)
│     │ 
│     └─>Paola (NC), nonne (SD)
│
├─>Camilla (1500-1585)
│  x  1523 Pietro Maria Rossi, marquis de San Secondo (NC-1547)
│
├─>Eleonora (ca 1501-jeune) (SD)
│
└─>Galeazzo (1502-1573), podestat de Modéne (SDC)
```